# Hugo Duminil-Copin
Hugo Duminil-Copin, född 26 augusti 1985 i Châtenay-Malabry, Hauts-de-Seine, är en fransk matematiker specialiserad på sannolikhetsteori. Han tilldelades Fieldsmedaljen 2022.